# Austrocallerya megasperma
Austrocallerya megasperma là một loài thực vật có hoa trong họ Đậu. Loài này được Ferdinand von Mueller mô tả khoa học đầu tiên năm 1858 dưới danh pháp Wistaria megasperma = Wisteria megasperma. Năm 2019, James A. Compton và Brian D. Schrire thiết lập chi Austrocallerya và chuyển nó sang chi này.

## Mẫu định danh
F.von Mueller & W.Hill s.n.., MEL2144485 (Vườn Thực vật Hoàng gia tại Victoria, Melbourne (MEL), lectotype); MEL2144484 (MEL, isolectotype).

## Phân bố
Loài này được tìm thấy tại Australia (đông bắc New South Wales, đông nam Queensland). Là loài dây leo trong rừng khô ở cao độ 0–300 m.

## Hình ảnh

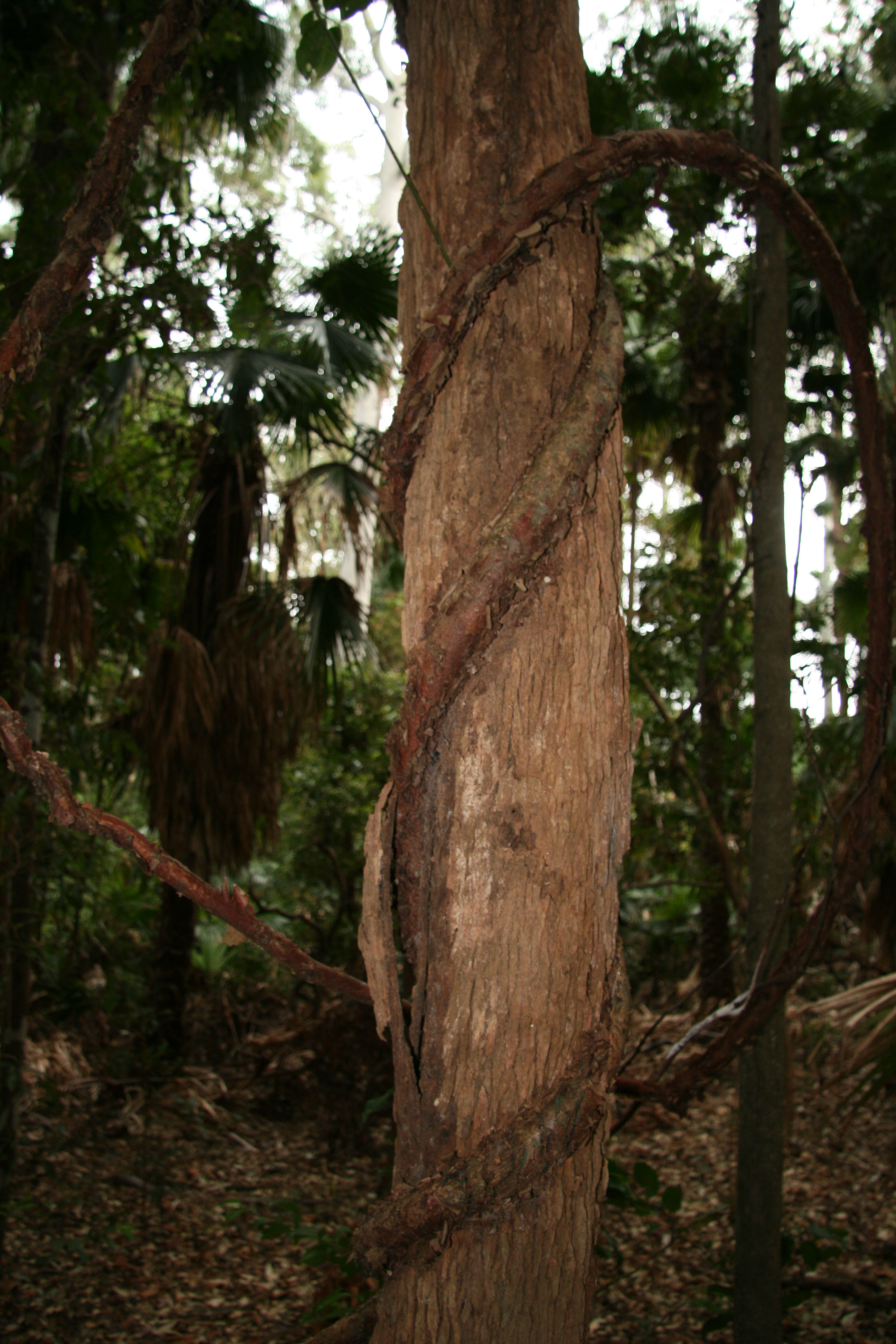